# Losgna
Losgna is een geslacht van insecten uit de orde vliesvleugeligen (Hymenoptera) en de familie Ichneumonidae.

## Soorten
- L. bambusicola Heinrich, 1965
- L. cariniscutis (Cameron, 1905)
- L. ephippium (Smith, 1859)
- L. erythropus (Cameron, 1905)
- L. forticeps Cameron, 1903
- L. indica Heinrich, 1965
- L. luzonica Baltazar, 1964
- L. madagascariensis Heinrich, 1938
- L. nigrita Heinrich, 1965
- L. pumilio Heinrich, 1965
- L. quinquicincta Heinrich, 1965
- L. scutellaris (Szepligeti, 1908)
- L. simulator Townes, Townes & Gupta, 1961
- L. tricolor Heinrich, 1938
- L. ursula Heinrich, 1965